# Mentone (Texas)
Mentone település az Amerikai Egyesült Államok Texas államában, Loving megyében, melynek megyeszékhelye is. Lakosainak száma 22 fő (2020. április 1.).

## Népesség
A település népességének változása:

| 2010 | 19 |
| 2020 | 22 |